# Saint Louis (Michigan)
Pour les articles homonymes, voir Saint-Louis.
Saint Louis est une ville située dans le comté de Gratiot, dans l’État du Michigan, aux États-Unis. Selon le recensement de 2000, sa population est de 4 494 habitants.

## Source
- (en) Cet article est partiellement ou en totalité issu de l’article de Wikipédia en anglais intitulé « St. Louis, Michigan » (voir la liste des auteurs).